# Château de l'Épine (Agonges)
Le château de l'Épine est situé sur la commune d'Agonges dans le département de l'Allier en France.
Il fait l’objet d’une inscription au titre des monuments historiques depuis le 5 mars 1992.

## Historique

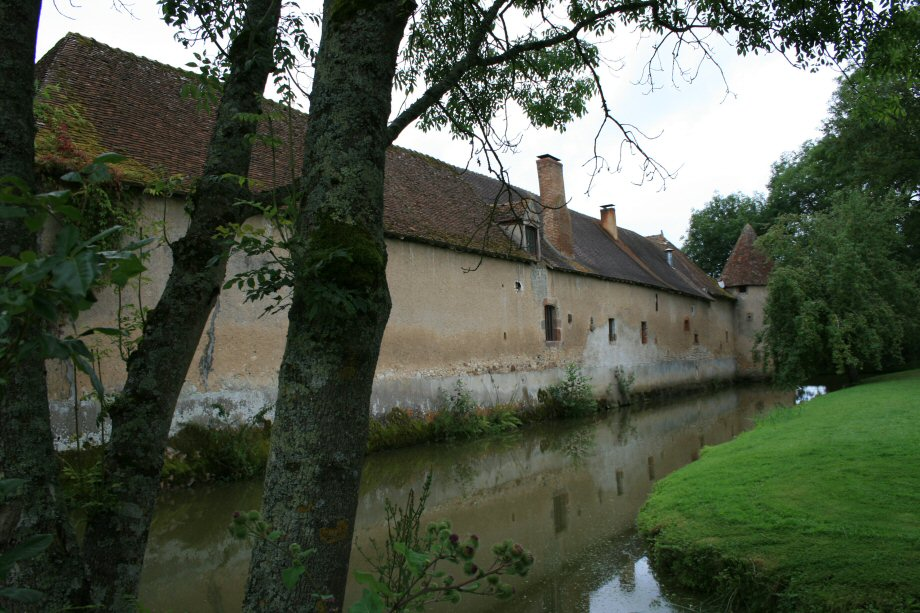

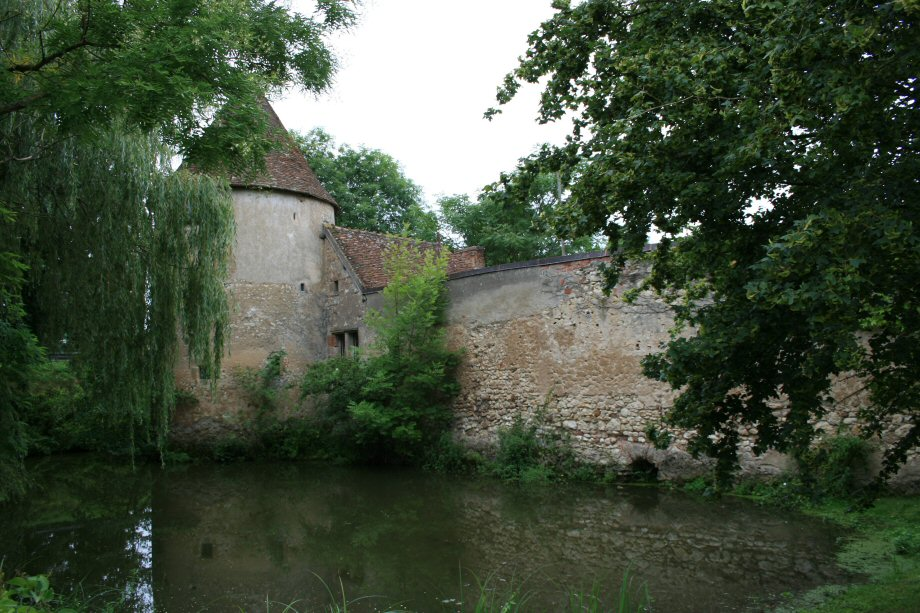

À l’origine, peut-être simple motte castrale, palissée de bois et protégée par une digue d’argile entourant la structure, le domaine de Lespine, Lépine, ou encore l’Espine, selon les anciennes graphies, devait cependant apparaître, dès le XIIIe siècle, comme une maison forte rurale. Les périodes successives d’instabilité politique et de pillages à répétition qu’engendra la guerre de Cent Ans, entre le XIVe et le XVe siècle, peuvent expliquer le renforcement des fortifications : l’aménagement des douves remonterait au début de cette époque, alors que la construction des tours d’angle, conférant à l’ensemble architectural son titre de château, daterait du XVe siècle.
Les premiers aveux connus remontent à 1322 ; à cette date, « Étienne Boutefeu, damoiseau, seigneur de Puychapin, alias de Monchanin (Monchorin), de Lespine, rend foi et hommage pour l’hôtel de Puychapin, ensemble les maisons de Lespine et ses dépendances, paroisse d’Agonges, de Couzon et d’Aubigny, châtellenie de Bourbon ». Puis en 1343, ce même Étienne rend aveu de la "motte", fossés, domaines, bois, garennes, cens et tailles de l'Espine (Lépine).
Hugues Boutefeu, seigneur de Lespine, probablement fils du précédent, avoue en 1353, l’hôtel et les terres de Lespine, paroisse d’Agonges. Huguenin Boutefeu lui succède et meurt au début du XVe, avant le mariage de sa fille Marguerite, dame de Lespine. En 1413, Guillaume de Roux (Rieux) dit Montjoie, "roy d’armes des Français, sire de l'Épine à cause de damoiselle Marguerite Bouttefeu" rend hommage au duc de Bourbon pour l'hôtel de Lespine et sa garenne, deux granges, une vacherie, un moulin à bled et un autre moulin à drap, des vergers, des terres longées par la Burge et le chemin de Belle-perche à Bourbon, la terre du sire de Beaumont, le chemin de Pringy à Varennes, la justice haute, moyenne et basse, des tailles, des rentes, des cens, des usages dans la forêt de Bagnolet dus anciennement à l'hôtel de Vernay. Il y avait deux vassaux, Guillon de Seaulx et Jean Esmorin de Vigne.
Au milieu du XVe siècle, Pierre et Antoine de Saint-Aubin se qualifièrent seigneurs de Lespine tous les deux. Ils étaient fils de Pierre de Saint-Aubin et de Jacquette de Saligny, cette dernière étant elle-même issue de Jean de Saligny et de Jeanne Boutefeu, mariés en 1420. Cette Jeanne, veuve en 1443, devait être la cousine et l’héritière de Marguerite, l’épouse du roi d’armes plus haut nommé. En 1444, Pierre de Saint-Aubin, écuyer, en son nom et au nom de Jacquette de Saligny, sa femme, fait aveu de "l'ostel, forteresse et foussés de Lespine, avec granges, estableries, colombier, verger, moulin à blés et à draps, prés, terres, pasturages… L'usage en la forêt de Bagnolet… Item la blairie de tous les hommes judiciables… la laide de la poterie de terre et de verrerie…".
Un autre Pierre de Saint-Aulbin, écuyer, en 1503, fait aveu à la duchesse Suzanne de Bourbon de "sa maison et terres de Lespine, en justice seigneuriale haute, moyenne et basse, avec le domaine en terres, prés, boys, garennes, estangs, molins, dixmes, chevance et plusieurs autres choses" pour un revenu annuel de 50 livres. Le château était alors "environné de fossés, y ayant pont levant à deux chesnes ; et au devant iceluy [de celui-ci] y a basse-cour dans laquelle sont les granges, estableries, moulins et vergier, le tout renfermé de fossés à deux getz et de paliz". Sa justice s'étendait sur les paroisses d'Agonges, Couzon et Aubigny : "au chastel, maison forte, terre, seigneurie et chastellenie de Lespine, il y a toute justice haute, basse et moyenne… et de tout temps immémorial, les seigneurs de ladite seigneurie ont eu et ont de présent des officiers pour juger et expédier indifféremment tous procetz, tant sivilz que criminelz". Les deux actes cités nous fournissent une des descriptions les plus précises des caractères tant architecturaux qu'économiques ou judiciaires d'un château à la fin du Moyen Âge ; il s'agissait d'un fief disposant de tous les pouvoirs du ban et dont l'assise territoriale était conséquente.
La famille de Saint-Aubin possédera l’Épine jusqu’à la seconde moitié du XVIIe siècle. En 1651, Claude de Saint-Aubin, seigneur de Lépine, épouse Catherine de Sacconin, fille du seigneur de Bressolles, le ménage habite toujours l’Épine, mais afferme la seigneurie à Jean Duchatel et fait rendre la justice par Jean Viguier qui est également châtelain des petites justices seigneuriales de Beaumont, le Breuil et Clusors. À la mort du dernier d'entre eux, Claude qui réunissait encore les seigneuries de Saligny, Belleperche et lépine, ce fut sa femme Catherine de Bressolles qui hérita (vers 1657). En 1685, le fermier est Jean Aujouannet et à cette époque le seigneur n’habite plus l’Épine.
Le 10 janvier 1717, un crime fut perpétré dans ces lieux : Louis Giraud, nous apprend le registre paroissial d’Agonges, fut assassiné, assommé à coup de leviers par des paysans, dans la cour du château. Il avait quarante-cinq ans et pouvait être fermier ou gérant de la terre ; en effet, un autre Girard, François de son prénom, était lui régisseur des terres de Beaumont vers 1761.
Ainsi, entre 1662 et 1685, les seigneurs cessent de résider à l’Épine ; c’est probablement à cette époque que la terre, avec celle de Saligny, passe en d’autres mains. En 1688 , Charles Legendre, époux de Marguerite de Vialet, chevalier et seigneur de Saint-Aubin-sur-Loire, de Saligny, de l’Épine, des Noix à Cressanges et de la Forêt de Liernolles, conseiller du roi au Grand Conseil, rend foi et hommage pour ses nombreuses terres et dépendances, tant pour lui que pour sa femme, épousée l’année précédente. 
Le fils de ce couple, Gilbert-Charles Legendre, chevalier, marquis de Saint-Aubin, baron de la Forêt, seigneur de la Motte-Bresson, Le Réau, l’Épine, Liernolles…, conseiller du Roi, maître des requêtes, est un des hommes les plus riches de son temps. Cependant, à l’époque de la régence de Philippe d’Orléans et du fameux système de Law, le marquis de Saint-Aubin plaça des millions de livres dans les actions de la sulfureuse Compagnie des Indes, et pour ce faire, hypothéqua ses biens fonciers. Lorsque l’affaire parut mal tourner et la banqueroute s’annoncer, il confia ses titres à deux aigrefins avec pour mission de les vendre, ce qu’ils firent, mais dérobant la somme, ils prirent la fuite pour les Pays-Bas. Dès lors, le marquis se trouvant sans ressource, les créanciers firent saisir les terres. Placées sous bail judiciaire, les choses traînèrent en longueur et ce ne fut qu’entre 1749 et 1751 que les ventes furent réalisées.
Gilbert-Charles, resté célibataire, se consola de la perte de sa fortune en écrivant plusieurs ouvrages littéraires et philosophiques, aujourd’hui, oubliés.
En 1775, le domaine était aux mains d'un fermier, Pierre Daumin.

## Architecture

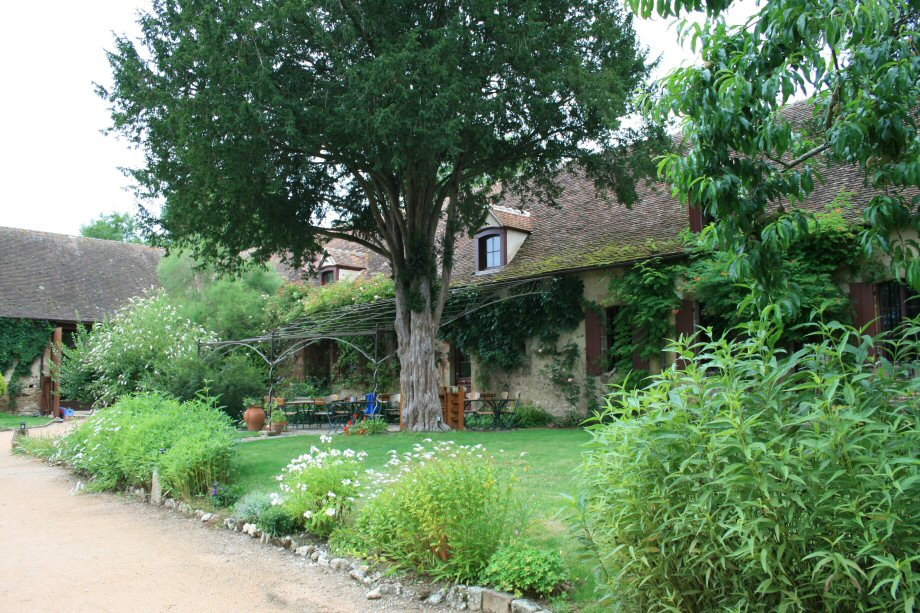

Le domaine fortifié de l’Épine constitue aujourd’hui un des rares exemples de ce type aussi bien conservé en Bourbonnais. C'est un ensemble de plan carré, organisé autour d'une cour intérieure limitée par le logis, une grange, les écuries et des remises, le tout entouré de douves.
Ainsi, l’ancien château se présente sous la forme d’un quadrilatère presque parfait, indiquant à ses angles les quatre points cardinaux, entouré de douves, toujours en eau, et situé près d’une rivière, la Burge, dont le nom servit à rebaptiser Bourbon-l'Archambault durant Révolution.
On y accède encore par la grande porte en ogive ou la poterne d’entrée, autrefois précédées par un pont-levis. À première vue, seules subsistent trois des quatre tours, aux angles nord, ouest et sud du bâtiment. Or, si l’on a pu penser qu’il en existait une quatrième à l’est, rien cependant ne l’atteste et l’absence même de fondations à cet emplacement pose un doute quant à son existence passée. Par ailleurs, demeurent en bon état certains des murs d’enceinte, percés de meurtrières à différentes hauteurs, et servant d’appuis aux maisons et granges.
La partie la plus ancienne est l’ensemble que forment la tour sud-ouest, à gauche de l’entrée, et le petit bâtiment y attenant. Ce dernier possède encore une fenêtre à meneaux en pierre et une ouverture plus ancienne côté route. La cheminée donnait sur un four à pain dont on distingue encore l’ouverture. Le rez-de-chaussée de la tour devait servir de chapelle, avec sa pièce voûtée, la seule de la maison, percée de cinq petites fenêtres et d’une porte en plein cintre. Au-dessus, se trouvait le pigeonnier, on y accède par un escalier et l’on peut y voir une charpente à deux étages, rayonnant autour d’un très haut poinçon. L’étage le plus haut de cet ensemble a l’aspect d’une roue classique. La seconde roue de la charpente, située plus bas, se distingue par des rayons qui partent, non de l’axe central, mais d’un épais carré de bois bâti autour de cet axe, diminuant de moitié la longueur des rayons comme au château des Bordes. Dans les murs, sont logés des boulins, nids à pigeons cylindriques, en terre cuite comme au château de Moncoquet à Châtel-de-Neuvre.

## Documents historiques

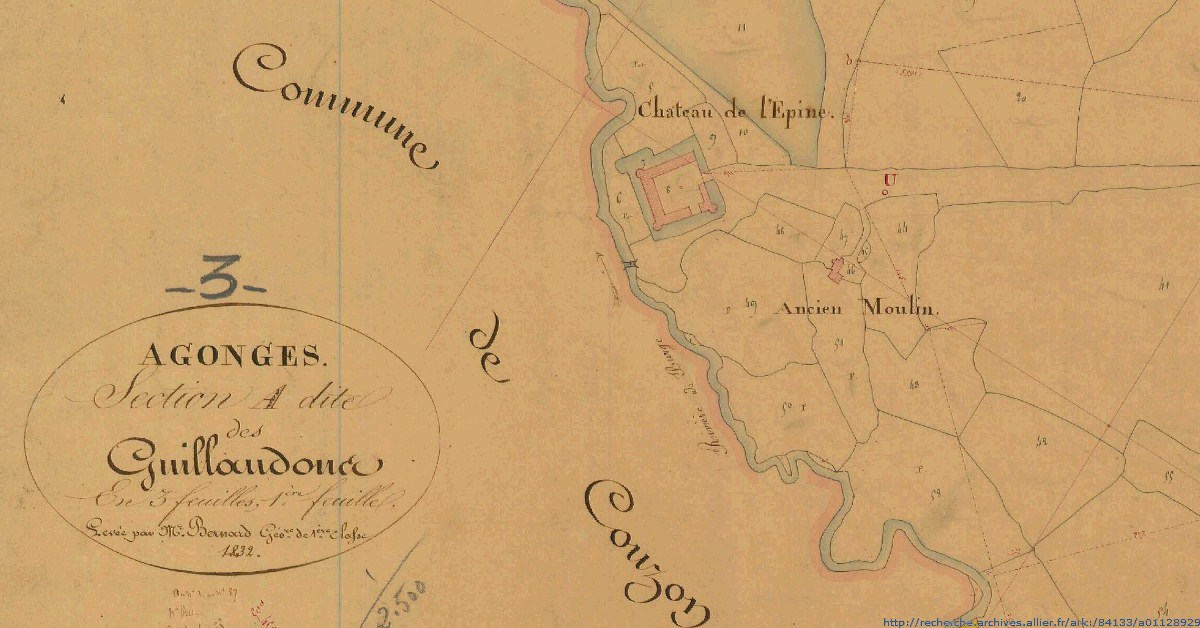
Plan cadastral d'Agonges de 1832.

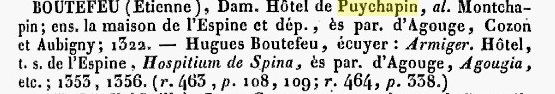
Aveux de E. Boutefeu 1322 puis H. Boutefeu 1353-1356, extrait de "Noms féodaux ou noms de ceux qui ont tenu fiefs en France, depuis le XIIe et jusque vers le milieu du XVIIIe, extrait des archives du royaume".

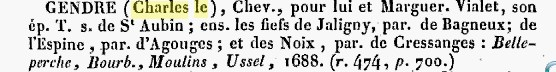
Aveux de C. Le Gendre 1688, extrait de "Noms féodaux ou noms de ceux qui ont tenu fiefs en France, depuis le XIIe et jusque vers le milieu du XVIIIe, extrait des archives du royaume".